# Stefan Rauh
Stefan Rauh (* 22. Februar 1963 in Bayreuth; † 8. Juni 2023) war ein deutscher Dirigent, Chorleiter, Musikverleger (Sonat-Verlag), Kirchenmusiker und Komponist.

## Biografie
Stefan Rauh wurde in Bayreuth geboren und besuchte das Musikgymnasium der Regensburger Domspatzen. Während seiner Gymnasialzeit war er Mitglied des Regensburger Domchores. Bereits während seines Studiums (Latein, Philosophie und Kirchenmusik) bei Norbert Düchtel, Eberhard Kraus, Georg Ratzinger und Roland Büchner kehrte er als Chorleiter zum Regensburger Domchor zurück. Ergänzt wurde seine musikalische Ausbildung durch ein Aufbaustudium „Chordirigieren“ bei Uwe Gronostay an der Universität der Künste Berlin und Meisterkurse bei Eric Ericson und Howard Arman.
Im Anschluss an seine Studien war Rauh Assistent von Uwe Gronostay beim Philharmonischen Chor Berlin und weiteren Berufschören. Als künstlerischer Leiter verschiedener Vokalensembles, der „Rothenfelser Chorwochen“, als Dozent bei Chorleitungskursen im In- und Ausland sowie als Autor von Aufsätzen und Besprechungen in Fachzeitschriften, erwarb er sich internationale Bekanntheit.
Seit 1990 war Rauh als Kirchenmusiker in Berlin tätig, zuletzt von 1995 bis 2010 an der Kirche Heilige Familie in Berlin-Lichterfelde (Erzbistum Berlin). Als Komponist und Herausgeber widmete er sich Werken der Chor- und Instrumentalmusik. Stefan Rauh war Leiter des Chores der Johanneskirche Berlin-Schlachtensee sowie des Kammerchors Berlin.
Im Jahr 2000 gründete Stefan Rauh in Berlin den „Berliner Chormusik Verlag“. Ursprünglich hatte sich der Verlag ausschließlich auf die Herausgabe von Chormusik spezialisiert. Im Jahr 2009 wurde das Angebot um die Ausgaben der „Edition Musica Rinata“ erweitert, sodass das Spektrum der herausgegebenen Werke nun auch Kompositionen für Orgel und weitere Instrumente umfasste. Die Programme beider Verlage, jetzt unter einem Dach, wurden kontinuierlich erweitert. 2015 wurden beide Verlagsteile unter dem Namen „Sonat-Verlag“ vereint. Im Jahr 2018 wurde der Sonat-Verlag eine eigene Editionsreihe des Berliner Musikverlags Ries & Erler, in dem Rauh seither das Lektorat leitete.

## Werke (Auswahl)

### Vokal
- Ave Maria, für Chor (SSAATTBB), Sonat-Verlag.
- Christe, du Lamm Gottes, für Chor (SATB), Sonat-Verlag.
- Drei französische Weisen, für Bläserquartett, Sonat-Verlag.
- Ein Haus voll Glorie schauet, für Chor (SAB), Sonat-Verlag.
- Heilig ist Gott in Herrlichkeit, für Chor (SATB), Sonat-Verlag.
- Komm, du Heiland aller Welt, für Chor (SATB), Sonat-Verlag.
- Kündet allen in der Not, für Chor (SATB), Sonat-Verlag.
- Kyrie, für Chor (SSAATTBB), Sonat-Verlag.
- Lobe den Herren, für Chor (SATB), Sonat-Verlag.
- Mit Ernst, o Menschenkinder, für Chor (SATB), Sonat-Verlag.
- O du fröhliche, für Chor (SATB), Sonat-Verlag.
- Stille Nacht, für Chor (SATB), Sonat-Verlag.
- Vier Adventsmotetten nach gregorianischen Motiven, für Chor SSATB a cappella, Sonat-Verlag 2015. (1. Ad te levavi; 2. Populus Sion; 3. Gaudete; 4. Rorate coeli)
- "Ich hab mir's gleich gedacht". Drei heitere Liebeslieder für Männerchor TTBB a cappella, Sonat-Verlag 2016. (Trutzlied (Heyse); Das Stelldichein (Baumbach); Begegnung (Mörike))

### Instrumental
- Drei französische Weisen nach alten Drehorgelmelodien aus dem 18. Jahrhundert, für Bläserquartett, Sonat-Verlag 2015.
- Ist das der Leib, Herr Jesus Christ. Liedpartita zum Osterfest, für Orgel manualiter, Sonat-Verlag 2015.
- Zu Bethlehem geboren, Variationen für Orgel, Sonat-Verlag.
- Komm, Schöpfer Geist, Variationen für Orgel, Sonat-Verlag.